# شونتوک
شونتوک (به لاتین: Shuntuk) یک منطقهٔ مسکونی در روسیه است که در آدیغیه واقع شده‌است.